# Systropus rogersi
Systropus rogersi är en tvåvingeart som beskrevs av Osten Sacken 1887. Systropus rogersi ingår i släktet Systropus och familjen svävflugor.
Artens utbredningsområde är Costa Rica. Inga underarter finns listade i Catalogue of Life.